# Brottbykonserten
Brottbykonserten var en nynazistisk rockkonsert som arrangerades av Nordland på danspalatset Yesterday i Brottby i Roslagen 3 januari 1998. Publik och band kom bland annat från Sverige, Tyskland, Norge och USA.

## Bakgrund
Nordland hade under stort hemlighetsmakeri arrangerat konserten. Polisen visste om att arrangemanget skulle gå av stapeln men visste inte var. Efter att ha fått syn på en buss full med nynazister följde polisen helt sonika efter bussen som ledde dem till danspalatset Yesterday i Brottby. Deras order var att ingripa om hets mot folkgrupp förekom. Detta efter att polisen fått mycket kritik för att inte ingripa vid liknande konserter samt deras passivitet vid nazisternas firande av 59-årsdagen av Kristallnatten på Sergels torg i Stockholm den 8 november 1997.

## Förlopp
Konserten började lugnt men efter att det svenska bandet Vit Aggression i slutet av sin spelning börjat hetsa publiken att ropa Sieg heil och judefientliga uttryck blev läget alltmer oroligt. Polisingripandet kom efter att bandet som spelade efteråt, Max Resist, hade gjort nazisthälsningar och skrikit nazistiska slagord. Uniformerad polis slog till efter att civilklädd polis hade spanat på och filmat deltagarna. Sammanlagt greps 314 personer varav 20 personer anhölls misstänkta för hets mot folkgrupp. Även T-shirts och CD-skivor togs i beslag. Flera band skulle spela på Brottbykonserten men endast Vit Aggression och Max Resist hann spela innan polisens tillslag. På sitt album Keep Fighting från 2002 spelade Max Resist in låten Battle of Brottby, med referenser till Brottbykonserten.
Bland de åtalade fanns fyra amerikanska medborgare som dömdes till en månads fängelse vardera varav två från Max Resist. De hävdade under rättegången att de inte kände till att det i Sverige är förbjudet att göra Hitlerhälsning.

## Efterspel
Brottbykonserten fick stor uppmärksamhet i svenska massmedier, liksom rättegångarna och blev början till slutet för konsertengagemang i vit makt-anda, mycket på grund av polisens ökande insatser. Bland annat stoppades det brittiska vit makt-bandet Brutal Attack redan vid Arlanda och skickades hem. Det var meningen att de skulle uppträtt på en stödgala anordnad av Blod och Ära, en konsert som inte blev av till följd av polisens agerande.